# Next Of Kin (pel·lícula de 1982)
Next of Kin és una pel·lícula australiana de terror psicològic de 1982 coescrita i dirigida per Tony Williams, i protagonitzada per Jackie Kerin i John Jarratt.
La pel·lícula va ser presentada al documental Not Quite Hollywood on va ser elogiada per Quentin Tarantino.

## Argument
Després de la mort de la seva mare, Linda Stevens hereta una finca rural anomenada Montclare, que fa anys que pertany a la seva família. L'estructura irregular acull des de fa temps una comunitat de jubilats. La nit que arriba Linda, una nova pensionista, l'anciana Sra. Ryan, també va arribar durant una tempesta deixada pel seu fill, Kelvin. Poc després que Linda s'instal·li, un resident de la casa es troba ofegat en una banyera. Linda comença a llegir els diaris d'infantesa que la seva mare ha deixat a casa, en els quals la seva mare descriu estar inquieta a casa i creure que algú l'està observant. També troba els registres mèdics escrits a mà de la seva tia Rita, cosa que la pertorba ja que li van dir que la Rita havia estat morta en el moment en què es van escriure.
Mentrestant, Linda reaviva el seu romanç amb Barney, un home amb qui va tenir un romanç anys abans. Després que els dos tinguin una cita junts, Linda torna a Montclare, on la Connie, una empleada de fa temps, li notifica que Lance, un altre resident, ha patit un ictus debilitant. Més tard, Linda informa al Dr. Barton, el metge resident de Montclare, que està considerant vendre la propietat.
Després d'una sèrie d'incidents inusuals, Linda arriba a sospitar que la seva tieta Rita encara està viva i segueix la casa, tot i que el doctor Barton li assegura que la Rita va morir en un centre d'atenció psiquiàtrica anys abans. Després d'aprofundir en els diaris de la seva mare, Linda descobreix que hi ha un precedent de morts misterioses a la comunitat de jubilats, especialment un nombre excessiu de morts per ofegament. Convençuda que el doctor Barton i la Connie estan assassinant residents, Linda fuig a la ciutat a peu i localitza en Barney en pànic.
Barney escorta Linda de tornada al Montclare i entra a la casa per obtenir els diaris de la Linda. En una font del pati, la Linda troba Carol, una rival romàntica presentada anteriorment, amb la gola tallada. Linda fuig a la casa a la recerca de Barney, només per trobar-lo també assassinat. A dalt, la Linda troba en Lance, conscient i capaç de caminar. Linda el fa sortir a través d'una finestra cap a una escala d'evacuació d'emergència. Linda aviat s'enfronta a la Sra. Ryan, que de fet és la tia de Linda, Rita, qui busca venjança contra la mare de la Linda, que Rita afirma que va ser fonamental perquè la col·loquessin en una institució psiquiàtrica; La Rita afirma que era la mare de la Linda qui estava boja. Un Kelvin boig —el fill de la Rita (i el cosí de la Linda)— entra a l'habitació i ataca a la Linda amb un martell.
Linda aconsegueix atrinxerar-se a un bany, on troba els cadàvers ensangonats del doctor Barton i de la Connie a la banyera. La Linda clava la Rita per l'ull amb el mànec afilat d'una pinta mentre la Rita mira pel pany de la porta, i després fuig escales avall, escapant en cotxe. Arriba al restaurant local proper, on el fill petit del propietari, Nico, està sol. Els dos s'amaguen al menjador, però arriba en Kelvin, conduint el seu camió pel costat de l'edifici. Amb una escopeta, Linda aconsegueix disparar i matar en Kelvin. A l'alba, els dos se'n van mentre el menjador s'envolta per les flames, encès per la fuita de gasolina del camió danyat de Kelvin.

## Repartiment
- Jacki Kerin com a Linda Stevens
- John Jarratt com a Barney
- Alex Scott com el Dr. Barton
- Gerda Nicolson com a Connie
- Charles McCallum com a Lance
- Bernadette Gibson com a Sra. Ryan/Rita
- Robert Ratti com a Kelvin
- Vince Deltito com a Nico
- Tommy Dysart com a Harry
- Debra Lawrance com a Carol
- Matt Burns com el Sr. Collins
- Kristina Marshall com a Linda Stevens (4 anys)

## Recepció
A Rotten Tomatoes la pel·lícula té una puntuació d'aprovació del 100% basada en les ressenyes de 6 crítics.
El ritme i l'atmosfera de la pel·lícula s'han comparat amb els de The Shining de Stanley Kubrick de Quentin Tarantino.

## Premis
| Premis                                                  | Categoria                                   | Assignatura   | Resultat  |
| ------------------------------------------------------- | ------------------------------------------- | ------------- | --------- |
| Premis AACTA (Premis Australian Film Institute de 1982) | Millor edició                               | Max Lemon     | Nominat   |
| Mystfest                                                | Menció especial                             | Tony Williams | Guanyador |
| Festival de Cinema de Sitges                            | Clavell de Plata Daurada al millor director | Tony Williams | Guanyador |